# Ų̄̀
Ų̄̀ (minuscule : ų̄̀), appelé U macron accent grave ogonek, est une lettre latine utilisée dans l’écriture du tagish.
Il s’agit de la lettre U diacritée d’un macron, d’un accent grave et d’un ogonek.

## Usage informatique
Le U macron accent grave ogonek peut être représenté avec les caractères Unicode suivants : 
- précomposé et normalisé NFC (latin étendu A, diacritiques) :

| formes    | représentations | chaînes de caractères | points de code       | descriptions                                                                 |
| --------- | --------------- | --------------------- | -------------------- | ---------------------------------------------------------------------------- |
| capitale  | Ų̄̀               | Ų◌̄◌̀                   | U+0172 U+0304 U+0300 | lettre majuscule latine u ogonek diacritique macron diacritique accent grave |
| minuscule | ų̄̀               | ų◌̄◌̀                   | U+0173 U+0304 U+0300 | lettre minuscule latine u ogonek diacritique macron diacritique accent grave |

- décomposé et normalisé NFD (latin de base, diacritiques) :

| formes    | représentations | chaînes de caractères | points de code              | descriptions                                                                             |
| --------- | --------------- | --------------------- | --------------------------- | ---------------------------------------------------------------------------------------- |
| capitale  | Ų̄̀               | U◌̨◌̄◌̀                  | U+0055 U+0328 U+0304 U+0300 | lettre majuscule latine u diacritique ogonek diacritique macron diacritique accent grave |
| minuscule | ų̄̀               | u◌̨◌̄◌̀                  | U+0075 U+0328 U+0304 U+0300 | lettre minuscule latine u diacritique ogonek diacritique macron diacritique accent grave |